# Sabadel-Latronquière
Sabadel-Latronquière település Franciaországban, Lot megyében. Lakosainak száma 93 fő (2022. január 1.). Sabadel-Latronquière Montet-et-Bouxal, Prendeignes, Saint-Cirgues és Sainte-Colombe községekkel határos.

## Népesség
A település népessége az elmúlt években az alábbi módon változott:
| Lakosok száma | 181  | 140  | 112  | 94   | 88   | 95   | 96   | 94   | 93   | 93   |
|               | 1968 | 1982 | 1990 | 2006 | 2013 | 2015 | 2017 | 2019 | 2020 | 2022 |